# 伊克尔·卡西利亚斯
伊克尔·卡西亞斯·費爾南德斯（西班牙語：Iker Casillas Fernández，西班牙語發音：[ˈiker kaˈsiʎas ferˈnandeθ]，1981年5月20日—），世界足壇最佳守門員之一，現任皇家馬德里基金會副執行長，已退役西班牙足球運動員，司職守門員，目前一共為西班牙出場160次是隊史出場紀錄保持者同時也是第一位國家隊比賽勝場達到100場的隊員，他還當過西班牙隊隊長，職業生涯曾長期效力西班牙首都球會皇家馬德里。在2008年，他帶領國家隊事隔44年再次高舉歐洲國家盃錦標；兩年後，再帶領國家隊首次捧起世界盃，同時個人奪得世界盃金手套獎。在2012年，卡西亞斯再一次以隊長身份帶領西班牙國家隊前無古人地衛冕歐國盃，連奪三屆大賽的冠軍，世界各大報章以「傳奇」形容卡西亞斯。他同時是西班牙國家队隊上場次數第二多的球員，僅次於塞爾希奧·拉莫斯。
卡西亞斯年少時已取得多項錦標，他在歐洲足球先生選舉中被提名過兩次，2008年排名第四；在2009年繼續成為排名最高的門將。卡西亞斯入選2008年歐洲足協年度最佳陣容（UEFA Team of the Year），連續4年成功入選。卡西亞斯是少數能取得所有球會和國家隊主要錦標的球員。
身高為1.83米（6呎），雖然作為門將這個身高相對偏矮，但其敏捷的身手加彈跳力彌補了其身高的不足。

## 早年生活
上世紀80年代，卡西亞斯的父親曾正確地預測14個足球博彩票的結果。但年幼的卡西亞斯忘記替爸爸購買，令全家失去了近100萬英鎊獎金。

## 私人生活
卡西亞斯在2009年開始和西班牙體育記者莎拉·卡邦奈洛交往，進而步入禮堂，兩人育有兩子。2021年3月12日卡西亞斯在社交媒体上確認已經和太太卡邦奈洛分居。
2019年5月2號，卡西亞斯在波爾圖訓練時突發心肌梗塞，搶救後病情穩定。但足球生涯等同告終。
2020年12月22日，皇家馬德里宣布卡西亞斯擔任皇家馬德里基金會副執行長。

## 球會

### 皇家馬德里
卡西亞斯從9歲，即1990年起已進入皇馬青訓隊，是皇馬青訓隊培養出來的球員。卡西亞斯在1997年11月27日第一次進入皇馬一隊，並在1999年在對陣畢爾巴鄂競技的比賽中奉獻了自己的處子秀。，隨後，他在皇馬站穩了主力位置。2000年5月24日，他在皇馬3-0戰勝巴倫西亞的歐洲冠軍聯賽決賽中出場，成為了歐冠決賽最年輕的守門員——4天前，他剛剛度過了自己19歲的生日。
此後他一度是正選門將。但在2002年因為狀態下滑，表現失準，一度變成替補守門員。直至2002年5月15日歐冠對陣的決賽中替補出場，表現神勇，幫助球隊2-1戰勝了對手，從此奪回主力位置，並得到了1號球衣。
之後幾年皇馬常發生內訌，高層爭端不斷，而且陣容更加偏重攻擊，後防屢受輕視。而作為門將的卡西亞斯，常靠他一人轉危為安，每次都在關鍵戰役中減少失球，被認為是皇馬最重要人物。也因此被球迷暱稱為「聖卡西」。
在2007-08賽季中，卡西亞斯幫助皇馬取得了第31個西甲冠軍，他在36場比賽中僅失32球。2008年2月14日，卡西亞斯與隊長一樣贏得了合約延長。卡西亞斯將會為球隊征戰到2017年，如果合約的最後一個賽季出場達到30場的話合同會自動延長。
在2009-10賽季，10月4日與塞維利亞的賽事中，卡西亞斯做出了一次驚人的撲救：當時西維爾的尼格度從左路突破至小禁區邊界，橫傳給在4碼處無人看管的柏洛迪推射；但卡西亞斯從自己的左邊強行躍向右邊，擋出柏洛迪的近射。賽後，英格蘭傳奇門將指出：「卡西亞斯的反應令人難以置信！如果他繼續保持如此的表現，他一定成為足球史上最好的守門員之一。」
2010-11賽季開季前，隊長勞爾和第二隊長古迪先後離隊，卡西亞斯被任命為隊長。
2011年12月11日皇家馬德里主場1-3敗於巴塞隆納後，卡西亞斯以對陣巴塞隆納共失49球成為國家打吡 (El Clasicó) 中失球最多的門將。
2012年12月23日皇家馬德里客場2-3敗於馬拉加，卡西亞斯10年來首次被教練摩連奴貶到後備席。賽後，教練摩連奴於記者會表示因卡西亞斯最近表現欠佳，所以由二號門將阿丹擔任正選。而媒體對今次摩連奴的調動表示驚訝，甚至批評摩連奴於記者會表示阿丹強於卡西亞斯的這一點並不是事實真相。而一般評論認為是摩連奴與卡斯拿斯之間出現不和。
2013年1月23日，卡西亞斯在對陣巴倫西亞的國王盃賽事中遭自家後衛艾華路·艾比路亞踢傷左手掌骨，而後缺陣養傷數月，期間皇馬引進原皇馬青訓門將迪亞高·盧比斯·洛迪古斯代替其守門員位置，表現良好，使得卡西亞斯數月後即便傷癒也難回到原首發地位。
2013-2014賽季，新教練上任後，聯賽依舊由迪亞高·盧比斯·洛迪古斯擔任首發門將，卡西亞斯則成為盃賽專用門將，擔任皇家馬德里於國王盃及歐洲冠軍聯賽的首發門將，最終皇馬在國王盃賽程中零失球挺進決賽，全程僅失一球奪得冠軍。賽季末皇家馬德里更收穫了歐洲冠軍聯賽冠軍，奪得隊史第十座歐冠冠軍，可惜決賽中，卡西亞斯犯下了錯誤使球隊落後，成為他在這次冠軍旅程中一大美中不足之處。不過，兩項賽事期間，卡西亞斯表現穩定，從2013年的11月27日開始到2014年2月26日為止，卡西亞斯沒有丟過一球，創造了自己職業生涯最長時間的952分鐘不丟球紀錄，這也是皇馬俱樂部歷史上最長時間的不丟球紀錄。
2015年7月12日，皇家馬德里官方公佈，卡西亞斯下季落實轉會轉投葡超球會波爾圖。轉會記者會只有卡西亞斯一人出席接受訪問，全無皇馬高層陪同，足見當時與皇馬高層的矛盾之深，訪問期間卡西不捨的落下男兒淚，無奈離開效力二十年的俱樂部。

### 波圖
2015年7月12日，卡西利亚斯转会至波尔图。同年9月30日，在波尔图2-1击败切尔西的比赛中，卡西利亚斯第152次在欧冠出场，超越哈维成为欧冠历史上出场次数最多的球员。10月21日，在波尔图2-0战胜特拉维夫马卡比的比赛中，卡西利亚斯第51次在欧冠赛场上零封对手，排名第一。
2016年12月8日，在波尔图5-0击败莱斯特城的比赛中，卡西利亚斯迎来了自己在欧冠赛场上的第97场胜利，超越哈维成为欧冠史上收获胜利场次最多的球员（后被克里斯蒂亚诺·罗纳尔多超越）。2017年3月15日，在欧冠1/8决赛次回合波尔图对阵尤文图斯的比赛中，卡西利亚斯与吉安路易吉·布冯迎来了两人之间的第18次交锋。尽管最终波尔图未能晋级八强，但比赛结束后卡西利亚斯在欧战中的出场次数达到175场，成为欧洲俱乐部赛事出场次数最多的足球运动员。
2017年7月6日，卡西利亚斯与波尔图完成续约。在来到波尔图的前两个赛季，卡西以主力门将的身份为波尔图出场83次，其中有37次零封对手。11月8日，卡西利亚斯获得了2017年金足奖（专门授予年龄在28周岁以上，取得了突出成就，且在国际足坛有深远影响力的球员），成为继布冯之后历史上第二位荣膺金足奖的门将。2018年5月6日，由于竞争对手本菲卡本轮没能获胜，波尔图提前拿到了葡超冠军奖杯，这也是卡西利亚斯在波尔图拿到的第一个冠军。5月18日，波尔图官方宣布与卡西利亚斯续约一年，合同签到2019年6月30日。
2018年8月4日，卡西利亚斯帮助波尔图3-1击败阿维斯体育，获得队史上第21座葡萄牙超级杯冠军。10月25日，在欧冠小组赛波尔图3-1击败莫斯科火车头的比赛中，卡西利亚斯扑出了对方的一粒点球，同时迎来了生涯第100场欧战胜利。2019年3月20日，波尔图官方宣布与卡西利亚斯完成续约。双方将续约一年，并在合同中附加了第二年的续约选项。2018-19赛季，卡西利亚斯帮助波尔图打进欧冠八强。
2019年5月1日，卡西利亚斯在训练当中突发心肌梗塞，随即被送院抢救，经过手术已脱离生命危险，并于5月6日出院。尽管2019/20赛季他的名字仍出现在波尔图球员大名单中，且已隨隊正常練習，不过由于心脏问题沒有獲得徹底解決，於數個月隊醫評估不能出賽後，最後於2020年8月4日正式宣布退休，但他仍将留在波尔图从事管理工作，並宣布將來打算參選西班牙足協會長的位子。

## 國家隊

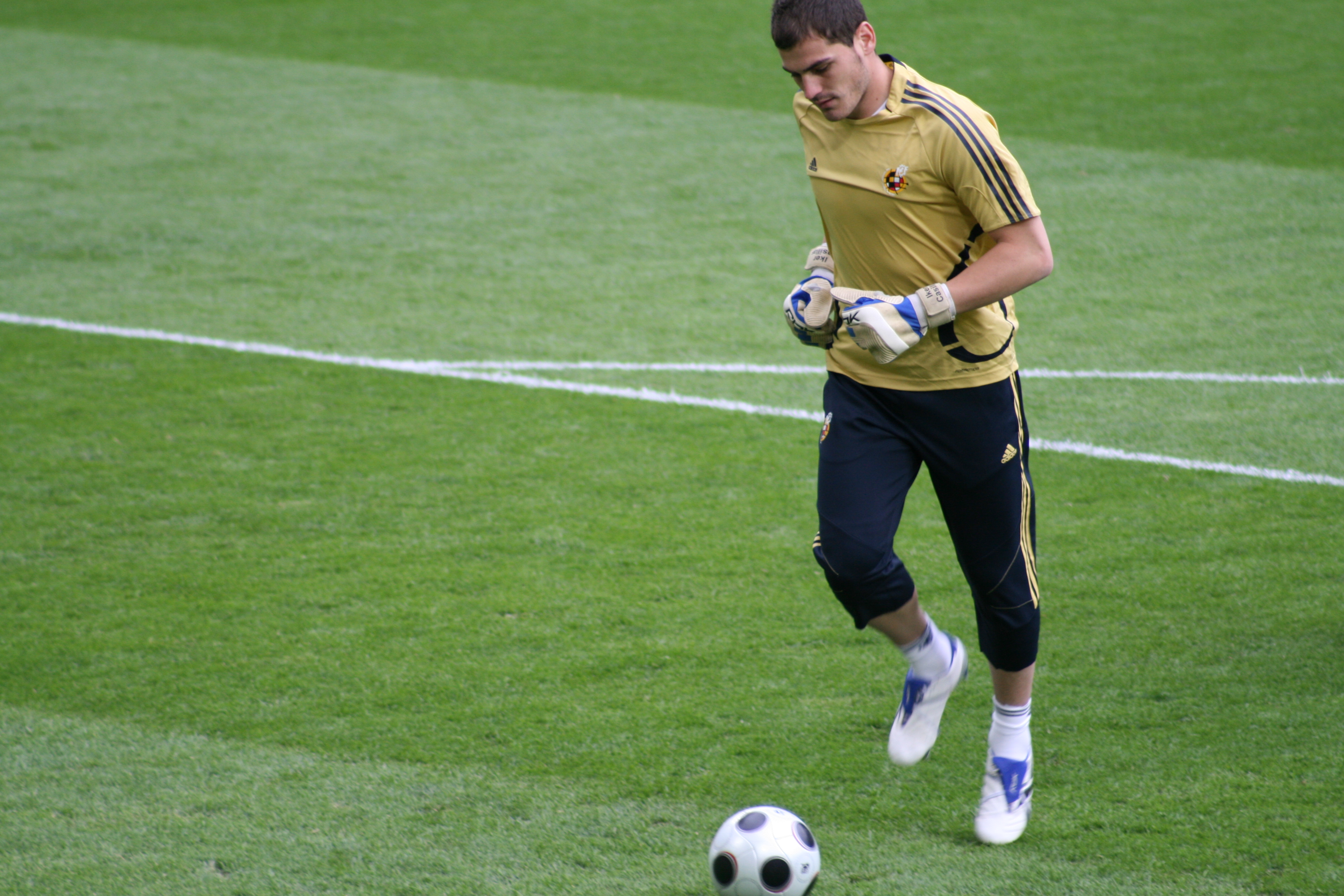
卡斯拿斯參與欧國盃

卡西亞斯作為最年輕的一員參加了1999年的世界青年錦標賽，並獲得冠軍。卡西亞斯早在2000年便首次入選西班牙國家足球隊參加大型賽事──歐洲國家盃，但只是副選。2002年世界盃，他藉卡尼薩雷斯的受傷而得以正選上陣為西班牙把關。而他表現出色，在十六強對愛爾蘭時要互射點球分勝負，結果卡西亞斯撲救關鍵點球，晉身八強。這場比賽奠定了他在國家隊正選地位。
卡西亞斯之後也參加了2004年歐洲國家盃，但只是打了三場分組賽。2006年世界杯盃卡西亞斯繼續是西班牙首席門將。最终在十六強比赛賽中以1-3敗给法國隊而結束了2006年德國之旅。
在2008年，卡西亞斯繼續入選西班牙國家隊，更正式以隊長身份參賽，分組賽只失3球，帶領球隊以D組首名出線八強。在八強賽事中激戰2006年世界盃冠軍義大利，卡西亞斯與義大利的保方被稱為世界頂級門將之戰，在法定時間與加時賽事中雙方均未有取得入球，要以點球分勝負，結果卡西亞斯成功撲救兩個點球，成功協助球隊取得最後一個四強席位。2008年6月30日，歐洲盃決賽，西班牙對德國。由利物浦前鋒費蘭度·托利斯射入致勝一球。西班牙保持戰果至90分鐘，最後以1:0勝出。44年後西班牙再次奪得冠軍，卡西亞斯以隊長身份助西班牙捧起歐洲國家盃冠軍。
2009年，西班牙參與2009年洲際國家盃，卡西亞斯助西班牙力保小組賽三場全勝暨不失球。可惜在四強以0-2意外被美國隊淘汰。
在南非世界盃決賽週，卡西亞斯5場力保不失，在8強對巴拉圭的賽事中撲救一個點球。2010年7月11日，2010年世界盃決賽，西班牙對荷蘭，卡西亞斯再一次成為關鍵人物，他擋出洛賓的兩個單刀，以隊長身份助西班牙1:0擊敗荷蘭，首次奪得世界盃冠軍。他被評為2010年世界盃的最佳門將，獲得世界盃金手套獎。
2012年歐洲盃，卡西亞斯的西班牙國家隊成功衛冕，再次獲得冠軍。決賽對戰義大利，是卡西亞斯本人參加的第137場國際比賽，也是獲得的第100場勝利，是世界足壇第一位達到如此成就的選手！從小組賽首戰被義大利球員迪納塔莱萊進一球後（亦是西班牙國家隊在這次大賽唯一的丢球），聖卡西保持了510分鐘常規時間不丢球紀錄，超越了義大利著名門將佐夫保持的494分鐘，創造了新的歐洲盃紀錄。
2013年洲際國家盃，卡西亞斯再次隨西班牙參賽，西班牙順利進入決賽，與巴西上演夢幻決賽。可惜，決賽中出現令人意外的一面倒局面，最終巴西以3-0擊敗西班牙，西班牙再次失落洲際國家盃。洲際國家盃亦成為卡西亞斯未能贏取冠軍的錦標。
卡西亞斯也參與2014年世界盃，第一場對著上屆的決賽對手荷蘭。不過西班牙正選中堅拉莫斯不在狀態的情況下失誤頻頻，加上卡西亞斯在下半場犯下低級錯誤，令荷蘭進了第四顆球，連累西班牙1-5慘敗對手。次輪，西班牙重遇上屆世界盃小組賽的對手智利，最終西班牙以0-2落敗，西班牙兩戰兩敗，爆冷於小組賽出局，衛冕失敗。
2016歐洲足球錦標賽，雖然卡西有進西班牙的入選名單，但一場未上就被義大利以2比0在十六强淘汰，而在賽後幾天，卡西亞斯在個人推特上暗示自己要退出國家隊，這也代表着著博斯克的西班牙王朝正式終結。

## 技術統計
(correct as of 28 September 2010)
| 球會表現 | 球會表現             | 球會表現 | 聯賽 | 聯賽 | 足總盃 | 足總盃 | 洲際賽 | 洲際賽 | 總數 | 總數 |
| 球季     | 球會                 | 聯賽     | 出場 | 入球 | 出場   | 入球   | 出場   | 入球   | 出場 | 入球 |
| 西班牙   | 西班牙               | 西班牙   | 聯賽 | 聯賽 | 國王盃 | 國王盃 | 歐洲賽 | 歐洲賽 | 總數 | 總數 |
| -------- | -------------------- | -------- | ---- | ---- | ------ | ------ | ------ | ------ | ---- | ---- |
| 1999–00  | 皇家马德里足球俱乐部 | 西甲联赛 | 27   | 0    | 5      | 0      | 12     | 0      | 44   | 0    |
| 2000–01  | 皇家马德里足球俱乐部 | 西甲联赛 | 34   | 0    | 0      | 0      | 11     | 0      | 45   | 0    |
| 2001–02  | 皇家马德里足球俱乐部 | 西甲联赛 | 25   | 0    | 5      | 0      | 9      | 0      | 39   | 0    |
| 2002–03  | 皇家马德里足球俱乐部 | 西甲联赛 | 38   | 0    | 0      | 0      | 15     | 0      | 53   | 0    |
| 2003–04  | 皇家马德里足球俱乐部 | 西甲联赛 | 37   | 0    | 2      | 0      | 9      | 0      | 48   | 0    |
| 2004–05  | 皇家马德里足球俱乐部 | 西甲联赛 | 37   | 0    | 0      | 0      | 10     | 0      | 47   | 0    |
| 2005–06  | 皇家马德里足球俱乐部 | 西甲联赛 | 37   | 0    | 4      | 0      | 7      | 0      | 48   | 0    |
| 2006–07  | 皇家马德里足球俱乐部 | 西甲联赛 | 38   | 0    | 0      | 0      | 7      | 0      | 45   | 0    |
| 2007–08  | 皇家马德里足球俱乐部 | 西甲联赛 | 36   | 0    | 0      | 0      | 8      | 0      | 44   | 0    |
| 2008–09  | 皇家马德里足球俱乐部 | 西甲联赛 | 38   | 0    | 0      | 0      | 7      | 0      | 45   | 0    |
| 2009–10  | 皇家马德里足球俱乐部 | 西甲联赛 | 38   | 0    | 0      | 0      | 8      | 0      | 46   | 0    |
| 2010–11  | 皇家马德里足球俱乐部 | 西甲联赛 | 5    | 0    | 0      | 0      | 2      | 0      | 7    | 0    |
| 總和     | 西班牙               | 西班牙   | 390  | 0    | 16     | 0      | 105    | 0      | 511  | 0    |
| 總和     | 總和                 | 總和     | 390  | 0    | 16     | 0      | 105    | 0      | 511  | 0    |

1包括洲際盃足球賽、豐田盃、歐洲超級杯和西班牙超級盃
| 国家队 | 年份 | FIFA | FIFA | 世界杯 | 世界杯 | 欧洲杯 | 欧洲杯 | 洲際國家盃 | 洲際國家盃 | 总计 | 总计 |
| 国家队 | 年份 | 出场 | 失球 | 出场   | 失球   | 出场   | 失球   | 出场       | 失球       | 出场 | 失球 |
| ------ | ---- | ---- | ---- | ------ | ------ | ------ | ------ | ---------- | ---------- | ---- | ---- |
| 西班牙 | 2000 | 3    | 3    | 3      | 2      | 0      | 0      | 0          | 0          | 6    | 5    |
| 西班牙 | 2001 | 3    | 2    | 2      | 0      | 0      | 0      | 0          | 0          | 5    | 2    |
| 西班牙 | 2002 | 4    | 1    | 5      | 5      | 2      | 0      | 0          | 0          | 11   | 6    |
| 西班牙 | 2003 | 3    | 1    | 1      | 2      | 6      | 4      | 0          | 0          | 10   | 7    |
| 西班牙 | 2004 | 6    | 3    | 3      | 1      | 3      | 2      | 0          | 0          | 12   | 6    |
| 西班牙 | 2005 | 1    | 0    | 9      | 4      | 0      | 0      | 0          | 0          | 10   | 4    |
| 西班牙 | 2006 | 4    | 3    | 3      | 4      | 3      | 5      | 0          | 0          | 10   | 12   |
| 西班牙 | 2007 | 1    | 0    | 0      | 0      | 8      | 3      | 0          | 0          | 9    | 3    |
| 西班牙 | 2008 | 7    | 1    | 2      | 0      | 6      | 2      | 0          | 0          | 15   | 3    |
| 西班牙 | 2009 | 2    | 0    | 2      | 1      | 0      | 0      | 4          | 4          | 8    | 5    |
| 总计   | 总计 | 34   | 14   | 30     | 19     | 28     | 16     | 4          | 4          | 96   | 53   |

## 榮譽
皇家马德里
- 西班牙甲組足球聯賽冠軍：2000/01、2002/03、2006/07、2007/08、2011/12
- 歐洲聯賽冠軍盃冠軍：1999/00、2001/02、2013/14
- 西班牙超級盃冠軍：2001年、2003年、2008年、2012年
- 歐洲超級盃冠軍：2002年、2014年
- 洲際盃冠軍：2002年
- 西班牙國王盃冠軍：2011年、2014年
- 世界冠軍球會盃冠軍：2014年

波尔图
- 葡萄牙超級足球聯賽冠军：2018、2020
- 葡萄牙盃冠军：2020
- 葡萄牙超级杯冠军：2018、2020

西班牙
- 歐洲U-15足球錦標賽[16]冠軍：1995年
- 歐洲U-17足球錦標賽 冠軍：1997年
- 世界少年足球錦標賽 亞軍：1997年
- 子午線杯盃 冠軍：1999年
- 世界青年足球錦標賽 冠軍：1999年
- 歐洲國家盃 冠軍：2008年、2012年
- 世界盃 冠軍：2010年
- 洲際國家盃 亞軍:2013年，季軍:2009年

個人
- 布拉沃獎（英语：Bravo Award）：2000年
- 歐洲足聯年度最佳陣容：2007年、2008年、2009年、2010年、2011年
- ESM年度最佳阵容：2007/08年
- 萨莫拉奖：2007/08年
- ESM每月最佳陣容：2000年4月至5月，2001年1月，2002年5月，2004年2月至3月，2007年10月至12月，2008年1月，2008年4月，2009年9月至10月
- 歐洲國家盃最佳陣容：2008年
- 國際職業足球員協會年度世界最佳十一人：2008年，2009年，2010年，2011年
- 國際足球歷史和統計聯合會最佳守門員獎:2008年，2009年，2010年，2011年
- FIFA.com年度最佳陣容: 2008-09年
- 西班牙最佳守門員獎:2008/09年
- 國際足球協會世界最佳門將：2008/09年
- 國際足聯年度最佳陣容：2008年，2009年，2010年，2011年
- 世界盃金手套獎：2010年
- 阿斯图里亚斯亲王奖體育獎：2012年
- 金足獎 : 2017年

## 外部連結
- 卡西亞斯網頁
- 卡西亞斯討論區
- 皇家馬德里官方 卡西亞斯檔案